# Screen Snapshots Series 25, No. 1: 25th Anniversary
Screen Snapshots Series 25, No. 1: 25th Anniversary  ist ein US-amerikanischer Kurzfilm aus dem Jahr 1945.

## Handlung
Der Film bietet einen Rückblick auf 25 Jahre Wochenschauen der Columbia Pictures. Ausschnitte aus alten Wochenschauen und Ausschnitte aus den Filmen aus dieser Zeit dokumentieren die Geschichte der Filmindustrie und das Leben einiger Hollywoodstars.

## Auszeichnungen
1946 bekam der Film eine Oscarnominierung in der Kategorie Bester Kurzfilm (eine Filmrolle).

## Hintergrund
Uraufgeführt wurde der Film am 7. September 1945.
In den Ausschnitten sind die Produzenten Cecil B. DeMille und Walt Disney, die Reporterin Louella Parsons, sowie die Schauspieler John Barrymore, Jean Harlow, Rosalind Russell, Rudolph Valentino, Marie Dressler, Lon Chaney sr. und Douglas Fairbanks sr. zu sehen.